# Салер (коммуна)
Сале́р (фр. Salers, окс. Salèrn) — коммуна во Франции, находится в регионе Овернь. Департамент — Канталь. Административный центр кантона Салер. Округ коммуны — Морьяк.
Код INSEE коммуны — 15219.
Коммуна расположена приблизительно в 420 км к югу от Парижа, в 85 км юго-западнее Клермон-Феррана, в 25 км к северу от Орийака.

## Население
Население коммуны на 2008 год составляло 364 человека.
| 1962 | 1968 | 1975 | 1982 | 1990 | 1999 | 2008 |
| ---- | ---- | ---- | ---- | ---- | ---- | ---- |
| 533  | 521  | 480  | 451  | 439  | 401  | 364  |

## Экономика
В 2007 году среди 199 человек трудоспособного возраста (15—64 лет) 149 были экономически активными, 50 — неактивными (показатель активности — 74,9 %, в 1999 году было 73,6 %). Из 149 активных работали 136 человек (78 мужчин и 58 женщин), безработных было 13 (4 мужчин и 9 женщин). Среди 50 неактивных 13 человек были учениками или студентами, 17 — пенсионерами, 20 были неактивными по другим причинам.

## Города-побратимы
- Холлокё (Венгрия)

## Фотогалерея
- Салер
- Церковь Сен-Матье